# Автошлях Т 1825
Автошля́х Т 1825 — автомобільний шлях територіального значення у Рівненській області. Пролягає територією Здолбунівського району через Дермань Першу — Дермань Другу. Загальна довжина — 8,3 км.

## Маршрут
Автошлях проходить через такі населені пункти:
| Автошлях Т 1825      |        |
| Рівненська область   |        |
| Здолбунівський район |        |
|                      | Т 1820 |
| Дермань Перша        |        |
| Дермань Друга        |        |